# M3 Lee/Grant

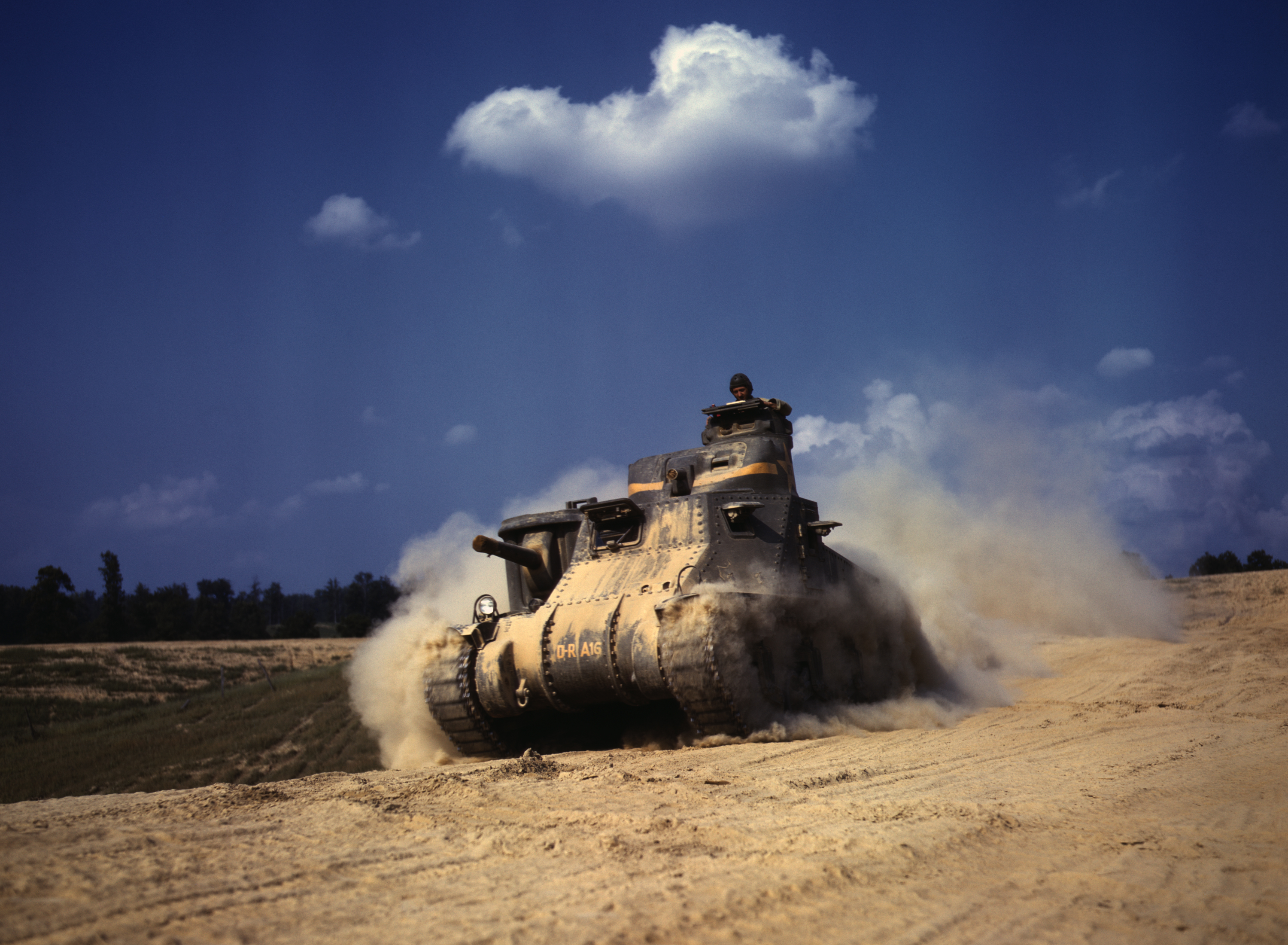
Grant

M3 Lee a fost un tanc mijlociu folosit de către armata americană în timpul celui de-al Doilea Război Mondial. 
Tancul avea două variante, în funcție de modelul de turelă montat. Astfel se numea:
- M3 Lee cu turelă tip american sau
- M3 Grant cu turelă de tip britanic.